# Hoofdstad (Deense regio)
De Deense Regio Hoofdstad (Deens: Region Hovedstaden) bestaat uit het noordoosten van het eiland Seeland, inclusief de hoofdstad Kopenhagen, en het eiland Bornholm. De regiohoofdstad is Hillerød. De indeling in regio's verving in 2007 de Deense provincie-indeling.
De regio omvat het gebied van de voormalige provincies Kopenhagen, Frederiksborg en Bornholm, alsmede de gemeenten Kopenhagen en Frederiksberg, die buiten de oude provincies vielen.

## Gemeenten
De regio Hovedstaden bestaat sinds 2007 uit de volgende gemeenten (inw. 1 januari 2017):
| Albertslund    | 27.896  |
| Allerød        | 24.942  |
| Ballerup       | 48.231  |
| Bornholm       | 39.695  |
| Brøndby        | 35.594  |
| Dragør         | 14.288  |
| Egedal         | 43.082  |
| Fredensborg    | 40.504  |
| Frederiksberg  | 105.037 |
| Frederikssund  | 45.036  |
| Furesø         | 40.613  |
| Gentofte       | 75.805  |
| Gladsaxe       | 68.775  |
| Glostrup       | 22.528  |
| Gribskov       | 41.213  |
| Halsnæs        | 31.162  |
| Helsingør      | 62.443  |
| Herlev         | 28.406  |
| Hillerød       | 50.109  |
| Høje-Taastrup  | 50.246  |
| Hørsholm       | 24.977  |
| Hvidovre       | 52.964  |
| Ishøj          | 22.719  |
| Kopenhagen     | 602.481 |
| Lyngby-Taarbæk | 55.240  |
| Rødovre        | 38.492  |
| Rudersdal      | 56.133  |
| Tårnby         | 43.010  |
| Vallensbæk     | 15.705  |